# Pedro Teixeira (matemático)
José Pedro Teixeira (Condeixa-a-Nova, 13 de julho de 1857 — Condeixa-a-Nova, 24 de agosto de 1925) foi um matemático português.
Foi professor da Academia Politécnica do Porto.